# 2025 en musique

## Faits marquants

### Dans le monde
Décès de l’un des pionniers du heavy metal : Ozzy Osbourne (chanteur de Black Sabbath), deux semaines après son dernier concert à Birmingham avec Black Sabbath.

## Disques sortis en 2025
- Albums sortis en 2025
- Singles sortis en 2025

## Décès
- 7 janvier : Gilles Dreu, chanteur français
- 15 janvier : Melba Montgomery, chanteuse américaine
- 20 janvier : John Sykes, guitariste américain, membre de Whitesnake, Thin Lizzy, Tygers of Pan Tang et Blue Murder
- 7 février : Naâman chanteur français
- 2 mars : Herbert Léonard, chanteur français
- 15 mars : Les Binks, ex-batteur du groupe de heavy metal britannique Judas Priest
- 12 avril : Henri Morvan, chanteur français des frères Morvan
- 16 avril : Nora Aunor, chanteuse philippine
- 20 avril : Cristina Buarque, chanteuse brésiliènne
- 17 mai : Werenoi, rappeur français
- 11 juin : Brian Wilson, membre de The Beach Boys.
- 23 juin : Mick Ralphs, membre de Bad Company, Mott the Hoople
- 4 juillet : Young Noble, rappeur américain
- 22 juillet : Ozzy Osbourne, chanteur britannique de heavy metal et membre de Black Sabbath
- 22 juillet : George Kooymans, chanteur et guitariste néerlandais de hard rock, membre de Golden Earring
- 29 juillet : Paul Day, premier chanteur du groupe de heavy metal britannique Iron Maiden